# Kjell Rodian
Kjell Åkerstrøm Hansen Rodian, född 30 juni 1942 i Frederiksberg, död 29 december 2007 i Köpenhamn, var en dansk tävlingscyklist.
Rodian blev olympisk silvermedaljör i linjeloppet vid sommarspelen 1964 i Tokyo.